# Philippe Artières
 (décembre 2022).
Philippe Artières, né en 1968, est un historien français, actuellement directeur de recherche au CNRS au sein de l'Institut de recherche interdisciplinaire sur les enjeux sociaux (IRIS) à l'EHESS (Paris). Il a été pensionnaire de la Villa Médicis, Académie de France à Rome (2011-2012). Grand prix SGDL de la non-fiction 2021.

## Travaux
Philippe Artières consacre sa thèse, préparée sous la direction de Michelle Perrot à l'Université Paris 7, à la médicalisation des écritures ordinaires au XIXe siècle, et principalement aux écrits de criminels. Il a ainsi exploré le fonds d'autobiographies de criminels réuni par le docteur Lacassagne à Lyon à la fin du XIXe siècle, et conservé aujourd'hui à la Bibliothèque municipale de Lyon. Le Livre des vies coupables donne à lire ces textes étonnants.
En 2001, en collaboration avec Dominique Kalifa, il publie un ouvrage expérimental entièrement composé d'extraits d'archives montés dans un récit biographique.
Spécialiste d'écritures ordinaires, auxquelles il a consacré de nombreux ouvrages, il a été par ailleurs président du centre Michel Foucault de 1995 à 2014, responsabilité qui l'a amené à éditer un volume d'archives sur le Groupe Information Prisons.
Philippe Artières est considéré comme l'inventeur de l'expression "archives mineures", faisant référence aux archives qui seraient plutôt de l'ordre de l'ordinaire (récits autobiographiques, rapports médicaux, graffitis), mais pouvant toutefois être considérés comme des matériaux de l'histoire,,.
Il est membre de l'Association pour l'autobiographie.

## Blogographie
Philippe Artières a fondé avec Jérôme Denis et David Pontille le blog Scriptopolis, « petite enquêtes sur l'écrit et ses mondes », qu’il a animé avec eux jusqu’en 2012.

## Publications (sélection)
- Clinique de l'écriture : Une histoire du regard médical sur l'écriture, Paris, Éditions Synthélabo, coll. « Les empêcheurs de penser en rond », 1998 (Réédition Paris, La Découverte, 2013).
- Le livre des vies coupables : Autobiographies de criminels (1896-1909), Paris, Éditions Albin Michel, coll. « Bibliothèque Albin Michel Histoire », 2000, 432 p. (ISBN 978-2-226-11662-8) (Réédition Paris, Albin Michel, 2014).
- Avec Dominique Kalifa, Vidal, le tueur de femmes : Essai de biographie sociale, Paris, Perrin, 2001 (Réédition Paris, Verdier, 2017).
- Avec Jean-François Laé, Lettres perdues : Écritures et enfermement (XIXe – XXe siècles), Paris, Hachette-Littérature, 2003.
- Rêves d'histoire : Pour une histoire de l'ordinaire, Paris, Les Prairies ordinaires, 2006, 176 p. (Réédition augmentée Paris, Verticales, 2014).
- Avec Mathieu Potte-Bonneville, D'après Foucault : Gestes, luttes, programmes, Paris, Les Prairies ordinaires, 2007, 384 p. (ISBN 978-2-35096-026-5) (Réédition Paris, Points, collection "Points essais", 2012).
- Le Bureau de coton de Degas, Paris, Armand Colin, coll. « Une œuvre, une histoire », 2008, 70 p. (ISBN 978-2-200-35367-4 et 2-200-35367-7).
- Avec Anne-Emmanuelle Demartini, Dominique Kalifa, Stéphane Michonneau et Sylvain Venayre, Le Dossier Bertrand : Jeux d'histoire, Paris, Manuella Éditions, 2008, 148 p. (ISBN 978-2-917217-01-6).
- Avec Muriel Salle, Papiers des bas-fonds : Archives d'un savant du crime, 1843-1924, Paris, Textuel, coll. « Histoire Beaux Livres », 2009, 159 p. (ISBN 978-2-84597-334-3).
- Les Enseignes lumineuses : Des écritures urbaines au XXe siècle, Paris, Bayard, coll. « Le rayon des curiosités », 2010, 164 p. (ISBN 978-2-227-47866-4 et 2-227-47866-7).
- La vie écrite : Thérèse de Lisieux, Paris, Les Belles Lettres, coll. « Histoire de profil », 2011, 242 p. (ISBN 978-2-251-90006-3).
- Avec Jean-François Laé, Archives personnelles : Histoire, anthropologie et sociologie, Paris, Armand Colin, coll. « Collection U », 2011, 192 p. (ISBN 978-2-200-25513-8).
- Avec Jean-François Bert, Un succès philosophique : L'Histoire de la folie à l'âge classique de Michel Foucault, Caen, Presses Universitaires de Caen, Institut Mémoires de l'édition contemporaine (IMEC), coll. « Philosophie », 2011, 270 p. (ISBN 978-2-84133-391-2).
- Avec Janine Pierret, Mémoires du Sida : Récit des personnes atteintes. France. 1981-2012, Paris, Bayard, coll. « Essais documents divers », 2012, 204 p. (ISBN 978-2-227-48302-6).
- Dépouillement, subst. masc., Saint-Germain-la-Blanche-Herbe, Institut Mémoires de l'édition contemporaine (IMEC), coll. « Le Lieu de l'archive », 2013, 33 p..
- Reconstitution : Jeux d'histoire, Paris, Manuella Éditions, 2013, 80 p. (ISBN 978-2-917217-39-9).
- Vie et mort de Paul Gény : Récit, Paris, Seuil, coll. « Fiction & Cie », 2013, 216 p. (ISBN 978-2-0210-5471-2).
- La Banderole : Histoire d'un objet politique, Paris, Autrement, coll. « Leçons de choses », 2013, 160 p. (ISBN 978-2-7467-3334-3).
- La Révolte de la prison de Nancy, 15 janvier 1972, Cherbourg-en-Cotentin, Le Point du jour, 2013, 168 p. (ISBN 9782912132734).
- La police de l'écriture : L'invention de la délinquance graphique (1852-1945), Paris, La Découverte, coll. « Sciences humaines », 2013, 184 p. (ISBN 978-2-7071-6937-2).
- Décrire : Études sur la culture écrite contemporaine (1871-1981), Paris, Éditions de la Sorbonne, coll. « Homme et société », 2016, 148 p. (ISBN 978-2-85944-967-4) (traduction en espagnol, Buenos Aires, Ampersand, 2019).
- Attica USA 1971, Cherbourg-en-Cotentin, Le point du jour, 2017, 351 p. (ISBN 978-2-912132-86-4)
- Le bureau des archives populaires du Centre Pompidou, Paris, Manuella Éditions, Éditions du Centre Pompidou, 2019, 82 p. (ISBN 978-2-490505-04-3).
- La banderole : histoire d'un objet politique, Paris, Autrement, coll. « Leçons de choses », 2020, 156 p. (ISBN 9782746754157)
- Signés Foucault & cie, Paris, Éditions de la Sorbonne, coll. « Brèves », 2020, 144 p. (ISBN 9791035105211)
- Un séminariste assassin : l'affaire Bladier, 1905, Paris, CNRS Éditions, 2020, 149 p. (ISBN 9782271133304) Grand prix SGDL de la non-fiction 2021[11].
- Les deux corps du philosophe : un sosie de Michel Foucault (postface Bertrand Tillier, photogr. Pierre Artières-Glissant), Cherbourg-en-Cotentin, Le Point du jour, 2021, 48 p. (ISBN 9782912132956)
- Journal d’un morphinomane : 1880-1894 (auteur anonyme, édition établie par Philippe Artières), Paris, Editions Allia, 2021, 124 p. (ISBN 9791030412512)
- Le peuple du Larzac : une histoire de crânes, sorcières, croisés, paysans, prisonniers, soldats, ouvrières, militants, touristes et brebis…, Paris, La Découverte, coll. « Sciences humaines », 2021, 280 p. (ISBN 9782348042690, lire en ligne )
- Histoire de l'intime (ill. Vanessa Vérillon), Paris, CNRS Éditions, coll. « à l'oeil nu », 2022, 137 p. (ISBN 9782271139306)

## Récompenses
Grand prix SGDL de la non-fiction 2021.